# Evanescentní vlna

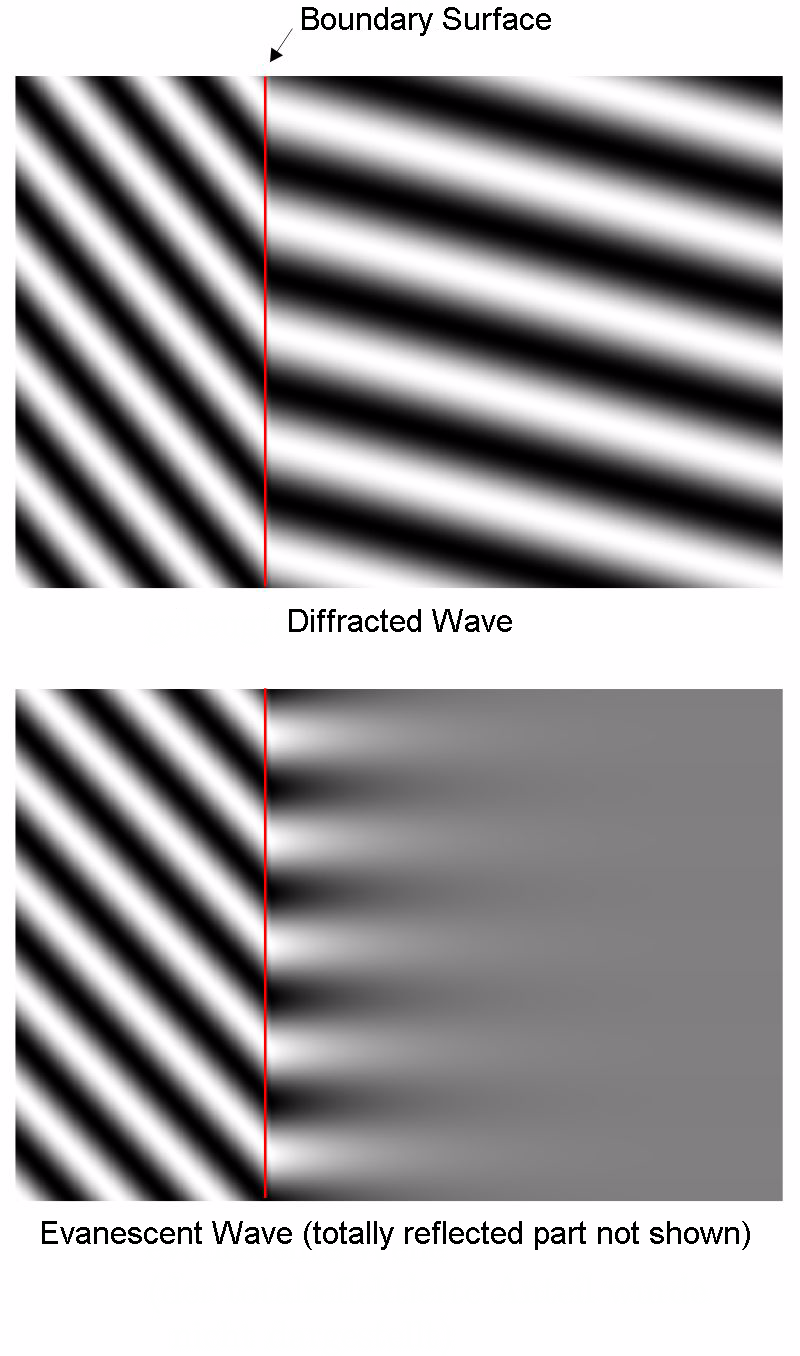
Průnik evanescentní vlny do prostředí (dolní obrázek vpravo).

Rozptyl na částici umístěné v evanescentní vlně.

Evanescentní vlna je typ elektromagnetické vlny. Vzniká na hranici prostředí, do nějž běžné vlnění nemůže proniknout. Postupuje podél rozhraní. Její intenzita exponenciálně klesá se vzdáleností od rozhraní a její dosah tak je obvykle nejvíce v řádu stovek nanometrů. Pokud se do této vzdálenosti prostředí jistým způsobem změní, umožní to šíření běžného vlnění (podle řešení Maxwellových rovnic). Dochází tak k přeměně evanescentní vlny v běžnou a jedná se tak o klasický tunelový jev. Spin fotonů se v evanescentní vlně projevuje jinak než v běžné. Příkladem je totální odraz na hranici prostředí s různým indexem lomu, při němž elektromagnetické vlnění do prostředí s nižším indexem lomu proniká pouze ve formě evanescentní vlny. Evanescentní vlna vzniká také při lomu, pokud světlo dopadá pod mezním úhlem.